# Sinophorus kasparyani
Sinophorus kasparyani là một loài tò vò trong họ Ichneumonidae.